# Збірна України із шахів
Збірна України із шахів представляє Україну на міжнародних шахових турнірах. Контроль та організацію здійснює Федерація шахів України.

## Результати виступів збірної України
| Шахова олімпіада | Шахова олімпіада | Шахова олімпіада |
| Рік              | Місто            | Місце            |
| ---------------- | ---------------- | ---------------- |
| 1992             | Маніла           | 9 місце          |
| 1994             | Москва           | 9 місце          |
| 1996             | Єреван           | Срібло           |
| 1998             | Еліста           | Бронза           |
| 2000             | Стамбул          | Бронза           |
| 2002             | Блед             | 14 місце         |
| 2004             | Кальвія          | Переможець       |
| 2006             | Турин            | 8 місце          |
| 2008             | Дрезден          | 8 місце          |
| 2010             | Ханти-Мансійськ  | Переможець       |
| 2012             | Стамбул          | Бронза           |
| 2014             | Тромсе           | 6 місце          |
| 2016             | Баку             | Срібло           |
| 2018             | Батумі           | 10 місце         |
| 2022             | Ченнай           | 29 місце         |
| 2024             | Будапешт         | 16 місце         |

| Командний чемпіонат світу | Командний чемпіонат світу | Командний чемпіонат світу |
| Рік                       | Місто                     | Місце                     |
| ------------------------- | ------------------------- | ------------------------- |
| 1993                      | Люцерн                    | Срібло                    |
| 1997                      | Люцерн                    | 5 місце                   |
| 2001                      | Єреван                    | Переможець                |
| 2005                      | Беер-Шева                 | 4 місце                   |
| 2010                      | Бурса                     | не кваліфікувалась        |
| 2011                      | Нінбо                     | Бронза                    |
| 2013                      | Анталія                   | Бронза                    |
| 2015                      | Цагкадзор                 | Срібло                    |
| 2017                      | Ханти-Мансійськ           | 6 місце                   |
| 2019                      | Астана                    | не кваліфікувалась        |

| Командний чемпіонат Європи | Командний чемпіонат Європи | Командний чемпіонат Європи |
| Рік                        | Місто                      | Місце                      |
| -------------------------- | -------------------------- | -------------------------- |
| 1992                       | Дебрецен                   | Срібло                     |
| 1997                       | Пула                       | не брала участь            |
| 1999                       | Батумі                     | 6 місце                    |
| 2001                       | Леон                       | 11 місце                   |
| 2003                       | Пловдив                    | 5 місце                    |
| 2005                       | Гетеборг                   | 5 місце                    |
| 2007                       | Іракліон                   | 5 місце                    |
| 2009                       | Новий Сад                  | Бронза                     |
| 2011                       | Порто Каррас               | 15 місце                   |
| 2013                       | Варшава                    | 9 місце                    |
| 2015                       | Рейк'явік                  | 5 місце                    |
| 2017                       | Крит                       | Бронза                     |
| 2019                       | Грузія                     | Срібло                     |
| 2021                       | Словенія                   | Переможець                 |
| 2023                       | Будва                      | не брала участь            |

## Історія

### 1990-тіроки

#### 30-та Олімпіада (Маніла, 1992)
- 9-те місце[1]

Вперше збірна України вийшла на міжнародну шахову арену в 1992 році, взявши участь в 30-й шаховій олімпіаді, де з 33 очками посіла 9 місце. Збірна України зіграла 14 матчів, при цьому здобула 8 перемог (Єгипет 3-1, Китай 2½-1½, Шотландія 4-0, Вірменія 2½-1½, Болгарія 3-1, Естонія 3-1, Хорватія 2½-1½, Індія 2½-1½,), тричі зіграла внічию з рахунком 2-2 (Грузія, Литва, Латвія) та тричі поступилася з однаковим рахунком 1½-2½ збірній Нідерландів, Росії і Боснії та Герцеговині.
| Шахів- ниця | Учасник              | Рейтинг | Очки | Ігри | + | − | = | %    | Рейтинг суперників | Турнірний перфоменс | Місце в особистому заліку |
| ----------- | -------------------- | ------- | ---- | ---- | - | - | - | ---- | ------------------ | ------------------- | ------------------------- |
| 1           | Василь Іванчук       | 2720    | 8½   | 13   | 6 | 2 | 5 | 65,4 | 2589               | 2699                | 11                        |
| 2           | Олександр Бєлявський | 2620    | 6½   | 12   | 3 | 2 | 7 | 54,2 | 2548               | 2577                | 41                        |
| 3           | Олег Романишин       | 2595    | 6½   | 11   | 4 | 2 | 5 | 59,1 | 2501               | 2566                | 19                        |
| 4           | В'ячеслав Ейнгорн    | 2580    | 5½   | 10   | 3 | 2 | 5 | 55,0 | 2459               | 2495                | 36                        |
| 1-й резерв  | Ігор Новіков         | 2580    | 4½   | 6    | 3 | 0 | 3 | 75,0 | 2487               | 2680                |                           |
| 2-й резерв  | Адріан Михальчишин   | 2530    | 1½   | 4    | 0 | 1 | 3 | 37,5 | 2475               | 2388                |                           |

#### 10-й чемпіонат Європи (Дебрецен, 1992)
- 2-ге місце[2]

Перші успіхи прийшли в тому ж 1992 році на 10-му командному чемпіонаті Європи, який проходив в Дебрецені, де збірна України виборола срібні нагороди набравши 22½ та поступившись фавориту турніру збірній Росії 2½ очками. Збірна України здобула 7 перемог (Латвія 2½-1½, Швеція 3-1, Молдова 3-1, Литва 2½-1½, Англія 2½-1½, Болгарія 3-1, Угорщина 2½-1½), 1 нічию (Ізраїль 2-2) та 1 поразку (Росія 1½-2½).
| Шахів- ниця | Учасник              | Рейтинг | Очки | Ігри | + | − | = | %    | Рейтинг суперників | Турнірний перфоменс | Місце в особистому заліку |
| ----------- | -------------------- | ------- | ---- | ---- | - | - | - | ---- | ------------------ | ------------------- | ------------------------- |
| 1           | Василь Іванчук       | 2720    | 5½   | 8    | 4 | 1 | 3 | 68,8 | 2601               | 2742                | 4                         |
| 2           | Олександр Бєлявський | 2595    | 3½   | 7    | 0 | 0 | 7 | 50,0 | 2588               | 2588                | 24                        |
| 3           | Олег Романишин       | 2555    | 5½   | 7    | 4 | 0 | 3 | 78,6 | 2534               | 2764                | 4                         |
| 4           | В'ячеслав Ейнгорн    | 2590    | 4    | 7    | 2 | 1 | 4 | 57,1 | 2518               | 2568                | 8                         |
| резерв      | Ігор Новіков         | 2585    | 4    | 7    | 2 | 1 | 4 | 57,1 | 2462               | 2512                | 14                        |

#### 3-й чемпіонат світу (Люцерн, 1993)
- 2-ге місце[3]

у 1993 році збірна України продовжила свої успішні виступи завоювавши срібні нагороди на чемпіонаті світу, що проходив в Люцерні. Шахісти збірної набрали в сумі 21 очко, поступившись переможцям збірній США 1½ очками. З 9-ти зіграних матчів Україна перемогла в 5-ти з них (Ісландія 2½-1½, Куба 3-1, Латвія 3-1, Швейцарія 2½-1½, Китай 3-1), двічі зіграла внічию (США, Узбекистан) та двічі поступилася (Вірменія 1½-2½, Росія 1½-2½). Василь Іванчук та Володимир Маланюк показали найкращі результати на 1-й та 2-й шахівницях відповідно.
| Шахів- ниця | Учасник            | Рейтинг | Очки | Ігри | + | − | = | %    | Рейтинг суперників | Турнірний перфоменс | Місце в особистому заліку |
| ----------- | ------------------ | ------- | ---- | ---- | - | - | - | ---- | ------------------ | ------------------- | ------------------------- |
| 1           | Василь Іванчук     | 2705    | 6    | 8    | 4 | 0 | 4 | 75,0 | 2614               | 2807                | Gold                      |
| 2           | Володимир Маланюк  | 2635    | 4½   | 7    | 2 | 0 | 5 | 64,3 | 2545               | 2647                | Gold                      |
| 3           | Олег Романишин     | 2615    | 4    | 7    | 2 | 1 | 4 | 57,1 | 2535               | 2585                | 4                         |
| 4           | Володимир Тукмаков | 2600    | 2½   | 5    | 1 | 1 | 3 | 50,0 | 2570               | 2570                | 4                         |
| 1-й резерв  | В'ячеслав Ейнгорн  | 2580    | 3    | 6    | 1 | 1 | 4 | 50,0 | 2484               | 2484                | 4                         |
| 2-й резерв  | Артур Фролов       | 2535    | 1    | 3    | 0 | 1 | 2 | 33,3 | 2493               | 2368                |                           |

#### 31-ша Олімпіада (Москва, 1994)
- 9-те місце[4]

На шаховій олімпіаді 1994 року, що проходила в Москві, збірна України, як і два роки тому, посіла 9 місце набравши 33½ очка з 52 можливих. Протягом турніру збірна здобула 7 перемог (Венесуела 3½-½, Австралія 2½-1½, Словаччина 3-1, Вірменія 3-1, Іспанія 3-1, Німеччина 3-1, Франція 3-1), в 5 матчах зіграла внічию 2-2 (В'єтнам, Югославія, Ісландія, Росія, Угорщина) та в двох матчах програла (Росія-В 1½-2½, Боснія та Герцеговина 1-3).
| Шахів- ниця | Учасник           | Рейтинг | Очки | Ігри | + | − | = | %    | Рейтинг суперників | Турнірний перфоменс | Місце в особистому заліку |
| ----------- | ----------------- | ------- | ---- | ---- | - | - | - | ---- | ------------------ | ------------------- | ------------------------- |
| 1           | Василь Іванчук    | 2695    | 9½   | 14   | 5 | 0 | 9 | 67,9 | 2569               | 2707                | 9                         |
| 2           | Володимир Маланюк | 2610    | 6½   | 12   | 3 | 2 | 7 | 54,2 | 2530               | 2559                | 45                        |
| 3           | Олег Романишин    | 2605    | 8    | 12   | 5 | 1 | 6 | 66,7 | 2487               | 2612                | 11                        |
| 4           | Олександр Оніщук  | 2585    | 4    | 9    | 2 | 3 | 4 | 44,4 | 2436               | 2393                | 68                        |
| 1-й резерв  | Юрій Круппа       | 2545    | 1    | 2    | 0 | 0 | 2 | 50,0 | 2350               |                     |                           |
| 2-й резерв  | Артур Фролов      | 2540    | 4½   | 7    | 2 | 0 | 5 | 64,3 | 2535               | 2637                | 13                        |

#### 32-га Олімпіада (Єреван, 1996)
- 2-ге місце[5]

У 1996 році на 32-й шаховій олімпіаді, що проходила в Єревані, збірна України перемігши в 10 матчах (Ірландія 3-1, Хорватія 2½-1½, Словаччина 2½-1½, Словенія 2½-1½, Румунія 2½-1½, Філіппіни 2½-1½, Естонія 3-1, Іспанія 3-1, Узбекистан 3-1, Болгарія 2½-1½), зігравши внічию з Португалією, Казахстаном, Росією та Вірменією, та жодного разу не програвши, вперше у своїй історії стала призером найпрестижнішого командного турніру з шахів, посівши друге місце. Василь Іванчук, з турнірним перфоменсом 2809 очка, показав другий результат серед всіх шахістів поступившись тільки Гарі Каспарову, перфоменс якого склав 2873 очки.
| Шахів- ниця | Учасник            | Рейтинг | Очки | Ігри | + | − | = | %    | Рейтинг суперників | Турнірний перфоменс | Місце в особистому заліку |
| ----------- | ------------------ | ------- | ---- | ---- | - | - | - | ---- | ------------------ | ------------------- | ------------------------- |
| 1           | Василь Іванчук     | 2730    | 8½   | 11   | 6 | 0 | 5 | 77,3 | 2598               | 2809                | ()                        |
| 2           | Володимир Маланюк  | 2610    | 5½   | 9    | 3 | 1 | 5 | 61,1 | 2556               | 2636                | 21                        |
| 3           | Олег Романишин     | 2555    | 5    | 9    | 2 | 1 | 6 | 55,6 | 2541               | 2584                | 32                        |
| 4           | Ігор Новіков       | 2585    | 4    | 8    | 2 | 2 | 4 | 50,0 | 2474               | 2474                |                           |
| 1-й резерв  | Олександр Оніщук   | 2605    | 6    | 10   | 3 | 1 | 6 | 60,0 | 2498               | 2570                | 21                        |
| 2-й резерв  | Станіслав Савченко | 2580    | 6    | 9    | 3 | 0 | 6 | 66,7 | 2436               | 2561                | 13                        |

#### 4-й чемпіонат світу (Люцерн, 1997)
- 5-те місце[7]

У 1997 році збірна України пропустила черговий чемпіонат Європи, а на чемпіонаті світу, що відбувся вкотре в Люцерні, показала лише 5-й результат, незважаючи на найкращі показники лідерів збірної Іванчука та Оніщука на перших двох шахівницях. Результат збірної України: дві перемоги (Грузія 3½-½, Казахстан 3-1), чотири поразки (США 1½-2½, Вірменія 1½-2½, Росія 1-3, Хорватія 1½-2½) та три нічиї (Куба, Швейцарія, Англія).
| Шахів- ниця | Учасник            | Рейтинг | Очки | Ігри | + | − | = | %    | Рейтинг суперників | Турнірний перфоменс | Місце в особистому заліку |
| ----------- | ------------------ | ------- | ---- | ---- | - | - | - | ---- | ------------------ | ------------------- | ------------------------- |
| 1           | Василь Іванчук     | 2725    | 6    | 8    | 4 | 0 | 4 | 75,0 | 2602               | 2795                | Gold                      |
| 2           | Олександр Оніщук   | 2625    | 4½   | 7    | 3 | 1 | 3 | 64,3 | 2574               | 2676                | Gold                      |
| 3           | Володимир Маланюк  | 2615    | 1½   | 6    | 0 | 3 | 3 | 25,0 | 2558               | 2365                | 10                        |
| 4           | Олег Романишин     | 2550    | 3    | 6    | 1 | 1 | 4 | 50,0 | 2565               | 2565                | 7                         |
| 1-й резерв  | Станіслав Савченко | 2565    | 2    | 5    | 1 | 2 | 2 | 40,0 | 2531               | 2459                | 5                         |
| 2-й резерв  | Ігор Новіков       | 2590    | 1    | 4    | 0 | 2 | 2 | 25,0 | 2508               | 2315                |                           |

#### 33-тя Олімпіада (Еліста, 1998)
- 3-тє місце[8]

У 1998 році на 33-й шаховій олімпіаді, що проходила в Елісті, збірна України завоювала бронзові нагороди. На турнірі вперше в складі збірної виступив майбутній чемпіон світу 15-річний Руслан Пономарьов, показавши при цьому другий результат серед резервістів. За підсумками турніру збірна України набрала 32½ очки, здобувши перемоги в 7 матчах (Таджикистан 4-0, Швейцарія 3-1, Югославія 2½-1½, Узбекистан 3-1, Чехія 3-1, Боснія і Герцеговина 3½-½, Вірменія 3-1), в 4 матчах зігравши внічию (Китай, Франція, США, Росія-2) та двічі поступившись (Англія 1½-2½, Росія 1-3).
| Шахів- ниця | Учасник            | Рейтинг | Очки | Ігри | + | − | = | %    | Рейтинг суперників | Турнірний перфоменс | Місце в особистому заліку |
| ----------- | ------------------ | ------- | ---- | ---- | - | - | - | ---- | ------------------ | ------------------- | ------------------------- |
| 1           | Василь Іванчук     | 2730    | 7    | 11   | 3 | 0 | 8 | 63,6 | 2595               | 2697                | 15                        |
| 2           | Олександр Оніщук   | 2630    | 8    | 12   | 6 | 2 | 4 | 66,7 | 2585               | 2710                | 9                         |
| 3           | Олег Романишин     | 2600    | 4    | 7    | 2 | 1 | 4 | 57,1 | 2556               | 2606                |                           |
| 4           | Володимир Маланюк  | 2590    | 4½   | 7    | 2 | 0 | 5 | 64,3 | 2526               | 2628                |                           |
| 1-й резерв  | Станіслав Савченко | 2555    | 2    | 6    | 1 | 3 | 2 | 60,0 | 2514               | 2389                |                           |
| 2-й резерв  | Руслан Пономарьов  | 2585    | 7    | 9    | 5 | 0 | 4 | 77,8 | 2474               | 2694                | Silver                    |

#### 12-й чемпіонат Європи (Батумі, 1999)
- 6-те місце[10]

На чемпіонаті Європи 1999 року, що проходив в Батумі, Україна з 20½ очками посіла 6 місце, відставши від переможця турніру збірної Вірменії на 2 очка. З дев'яти проведених матчів збірна перемогла в 4-ох з них (Італія 2½-1½, Франція 3-1, Іспанія 2½-1½, Ізраїль 3-1), 4 — звела у нічию 2-2 (Югославія, Угорщина, Вірменія, Словенія) та в одному поступилася збірній Росії з рахунком 1½-2½.
| Шахів- ниця | Учасник           | Рейтинг | Очки | Ігри | + | − | = | %    | Рейтинг суперників | Турнірний перфоменс | Місце в особистому заліку |
| ----------- | ----------------- | ------- | ---- | ---- | - | - | - | ---- | ------------------ | ------------------- | ------------------------- |
| 1           | Василь Іванчук    | 2702    | 4    | 8    | 1 | 1 | 6 | 50,0 | 2629               | 2629                | 19                        |
| 2           | Олександр Оніщук  | 2657    | 4½   | 9    | 1 | 1 | 7 | 50,0 | 2580               | 2580                | 14                        |
| 3           | Олег Романишин    | 2567    | 3½   | 6    | 2 | 1 | 3 | 58,3 | 2540               | 2597                | 11                        |
| 4           | Руслан Пономарьов | 2616    | 5½   | 8    | 3 | 0 | 5 | 68,8 | 2521               | 2662                | 4                         |
| резерв      | Володимир Маланюк | 2525    | 3    | 5    | 1 | 0 | 4 | 60,0 | 2511               | 2583                | 8                         |

### 2000-ніроки

#### 34-та Олімпіада (Стамбул, 2000)
- 3-тє місце[11]

Нове десятиліття збірна України почала з повторення свого досягнення минулої олімпіади, знову завоювавши бронзові нагороди, тепер уже на 34-й шаховій олімпіаді, що проходила в турецькому місті Стамбул. Збірна України набравши 35½ очок поступилась лише збірній Росії (38 очок) та збірній Німеччини (37 очок). Протягом олімпіади Україна здобула 8 перемог (Андорра 3½-½, Швеція 2½-1½, Австралія 4-0, Швейцарія 2½-1½, Філіппіни 3½-½, Німеччина 2½-1½, Болгарія 2½-1½, Боснія і Герцеговина 3-1), одного разу програла (1½-2½) та 5 поєдинків звела внічию (Румунія, Словаччина, Угорщина, Нідерланди, Ізраїль). Знову відзначився Руслан Пономарьов, показавши найкращий результат на 2-й шахівниці.
| Шахів- ниця | Учасник           | Рейтинг | Очки | Ігри | + | − | =  | %    | Рейтинг суперників | Турнірний перфоменс | Місце в особистому заліку |
| ----------- | ----------------- | ------- | ---- | ---- | - | - | -- | ---- | ------------------ | ------------------- | ------------------------- |
| 1           | Василь Іванчук    | 2716    | 9    | 14   | 4 | 0 | 10 | 64,3 | 2623               | 2725                | 17                        |
| 2           | Руслан Пономарьов | 2624    | 8½   | 11   | 6 | 0 | 5  | 77,3 | 2574               | 2785                | Gold                      |
| 3           | Володимир Баклан  | 2611    | 5½   | 9    | 2 | 0 | 7  | 61,1 | 2541               | 2622                | 24                        |
| 4           | В'ячеслав Ейнгорн | 2588    | 5    | 7    | 3 | 0 | 4  | 71,4 | 2499               | 2657                |                           |
| 1-й резерв  | Олег Романишин    | 2602    | 4    | 8    | 1 | 1 | 6  | 50,0 | 2535               | 2535                | 58                        |
| 2-й резерв  | Вадим Малахатько  | 2571    | 3½   | 7    | 2 | 2 | 3  | 50,0 | 2509               | 2509                | 37                        |

#### 5-й чемпіонат світу (Єреван, 2001)
- 1-ше місце[13]

У 2001 році збірна України завойовує свою першу золоту медаль, сталося це в Єревані на 5-му чемпіонаті світу. Перемігши в 6 матчах (Куба 3-1, Узбекистан 3½-½, Угорщина 2½-1½, Іран 3½-½, Вірменія 2½-1½, Росія 2½-1½), зігравши два матча внічию (Німеччина, Македонія) та жодного разу не поступившись, збірна України набравши 21½ очко, на ½ очка випередила збірну Росії та на 1½ очка збірну Вірменії. Знову найкращий результат на 2-й шахівниці показав Руслан Пономарьов. Також добре виступили й інші шахісти збірної, зокрема Іванчук, Ейнгорн та Романишин, які показали другі результати на своїх шахівницях.
| Шахів- ниця | Учасник           | Рейтинг | Очки | Ігри | + | − | = | %    | Рейтинг суперників | Турнірний перфоменс | Місце в особистому заліку |
| ----------- | ----------------- | ------- | ---- | ---- | - | - | - | ---- | ------------------ | ------------------- | ------------------------- |
| 1           | Василь Іванчук    | 2731    | 4    | 7    | 1 | 0 | 6 | 57,1 | 2615               | 2665                | Silver                    |
| 2           | Руслан Пономарьов | 2684    | 5½   | 7    | 4 | 0 | 3 | 78,6 | 2617               | 2847                | Gold                      |
| 3           | Володимир Баклан  | 2590    | 3    | 6    | 1 | 1 | 4 | 50,0 | 2587               | 2587                | 6                         |
| 4           | В'ячеслав Ейнгорн | 2601    | 4    | 5    | 3 | 0 | 2 | 80,0 | 2505               | 2745                | Silver                    |
| 1-й резерв  | Олег Романишин    | 2602    | 2½   | 4    | 1 | 0 | 3 | 62,5 | 2471               | 2566                | Silver                    |
| 2-й резерв  | Вадим Малахатько  | 2555    | 2½   | 3    | 2 | 0 | 1 | 83,3 | 2422               | 2695                |                           |

#### 13-й чемпіонат Європи (Леон, 2001)
- 11-те місце[15]

У тому ж році на чемпіонаті Європи в іспанському Леоні, збірна України за відсутності Руслана Пономарьова, виступала не зовсім вдало, посівши 11 місце. Збірною на турнірі було зіграно 9 матчів, в яких здобуто 4 перемоги (Македонія 3-1, Азербайджан 2½-1½, Ісландія 2½-1½, Грузія 2½-1½), 3 нічиї (Білорусь, Болгарія, Польща) та 2 поразки (Швейцарія 1-3, Іспанія-2 1½-2½).
| Шахів- ниця | Учасник          | Рейтинг | Очки | Ігри | + | − | = | %    | Рейтинг суперників | Турнірний перфоменс | Місце в особистому заліку |
| ----------- | ---------------- | ------- | ---- | ---- | - | - | - | ---- | ------------------ | ------------------- | ------------------------- |
| 1           | Василь Іванчук   | 2731    | 5    | 9    | 1 | 0 | 8 | 55,6 | 2565               | 2608                | 14                        |
| 2           | Володимир Баклан | 2590    | 4    | 7    | 3 | 2 | 2 | 57,1 | 2515               | 2565                | 11                        |
| 3           | Олег Романишин   | 2575    | 4½   | 8    | 1 | 0 | 7 | 56,3 | 2520               | 2563                | 15                        |
| 4           | Вадим Малахатько | 2557    | 3½   | 8    | 0 | 1 | 7 | 43,8 | 2481               | 2438                | 21                        |
| резерв      | Андрій Волокітін | 2566    | 2    | 4    | 2 | 2 | 0 | 50,0 | 2477               | 2477                |                           |

#### 35-та Олімпіада (Блед, 2002)
- 14-те місце[16]

На шаховій Олімпіаді 2002 року України посіла 14 місце, програвши переможцеві турніру збірній Росії 6 очок. В збірній Україні відбулися деякі зміни: на 1-й шахівниці виступав Руслан Пономарьов, Василь Іванчук відповідно на 2-й. Також в збірній успішно дебютував Олександр Моїсеєнко. Всього на турнірі збірна провела 14 матчів, з яких в семи перемогла (Монголія 3½-½, Узбекистан 2½-1½, Естонія 3-1, Іспанія 3-1, Болгарія 3½-½, Польща 2½-1½, Данія 2½-1½), у трьох поступилася (Грузія 1½-2½, Азербайджан 1½-2½, Вірменія 1-3) та в чотирьох зіграла внічию (Чехія, Англія, Китай, Македонія).
| Шахів- ниця | Учасник             | Рейтинг | Очки | Ігри | + | − | =  | %    | Рейтинг суперників | Турнірний перфоменс | Місце в особистому заліку |
| ----------- | ------------------- | ------- | ---- | ---- | - | - | -- | ---- | ------------------ | ------------------- | ------------------------- |
| 1           | Руслан Пономарьов   | 2743    | 6    | 11   | 3 | 2 | 6  | 54,5 | 2648               | 2684                | 49                        |
| 2           | Василь Іванчук      | 2709    | 9    | 14   | 4 | 0 | 10 | 64,0 | 2576               | 2678                | 17                        |
| 3           | Володимир Баклан    | 2607    | 5    | 9    | 2 | 1 | 6  | 55,6 | 2528               | 2571                | 44                        |
| 4           | В'ячеслав Ейнгорн   | 2600    | 4½   | 9    | 1 | 1 | 7  | 50,0 | 2530               | 2530                | 67                        |
| 1-й резерв  | Валерій Невєров     | 2601    | 1    | 4    | 0 | 2 | 2  | 25,0 | 2544               | 2351                |                           |
| 2-й резерв  | Олександр Моїсеєнко | 2570    | 7    | 9    | 5 | 0 | 4  | 77,8 | 2462               | 2682                | 10                        |

#### 14-й чемпіонат Європи (Пловдив, 2003)
- 5-те місце[17]

Чемпіонат Європи 2003 року збірна України, за відсутності Василя Іванчука, завершила з 5-м результатом, по ходу турніру перемігши Грецію, Австрію, Німеччину, Югославію та Нідерланди, програвши Польщі та Ізраїлю, та зігравши внічию з Швецією та Італією. Особливістю чемпіонату стало нарахування очок за кожен проведений матч (перемога 2 очка, нічия 1 очко, поразка 0 очок). Незважаючи на те, що збірна України набрала найбільше 23 очки за старою системою підрахунку, за новою, українці отримавши 12 очок, відстали від переможця турніру збірної Росії на 5 турнірних очок.
| Шахів- ниця | Учасник             | Рейтинг | Очки | Ігри | + | − | = | %    | Рейтинг суперників | Турнірний перфоменс | Місце в особистому заліку |
| ----------- | ------------------- | ------- | ---- | ---- | - | - | - | ---- | ------------------ | ------------------- | ------------------------- |
| 1           | Руслан Пономарьов   | 2718    | 5½   | 8    | 4 | 1 | 3 | 68,8 | 2617               | 2758                | Silver                    |
| 2           | Олександр Моїсеєнко | 2618    | 5    | 8    | 3 | 1 | 4 | 62,5 | 2576               | 2671                | 6                         |
| 3           | Володимир Баклан    | 2600    | 5    | 7    | 4 | 1 | 2 | 71,4 | 2534               | 2692                | 5                         |
| 4           | Павло Ельянов       | 2597    | 5½   | 9    | 3 | 1 | 5 | 61,1 | 2518               | 2598                | 10                        |
| резерв      | Захар Єфименко      | 2547    | 2    | 4    | 1 | 1 | 2 | 50,0 | 2484               | 2484                |                           |

#### 36-та Олімпіада (Кальвія, 2004)
- 1-ше місце[18]

У 2004 році українські шахісти вперше стали найсильнішою збірною світу вигравши золоті нагороди на шаховій Олімпіаді 2004 року, що проходила в Кальвії. Збірна України не програвши жодного з 14 матчів (10 перемог, 4 нічиї), впевнено випередила найближчого суперника збірну Росії на 3 очка. По ходу турніру збірна України перемогла Індонезію 4-0, Іспанію-2 4-0, Чехію 4-0, Росію 2½-1½, Азербайджан 2½-1½, Індію 2½-1½, Болгарію 3½-½, Кубу 3-1, Польщу 2½-1½, Францію 3-1 та зіграла внічию з Ізраїлем, Вірменією, США та Грузією. Дебютант збірної Сергій Карякін показав найкращий результат серед резервістів, а Василь Іванчук закінчив турнір з 3-м турнірним перфоменсом 2819 очка.
| Шахів- ниця | Учасник             | Рейтинг | Очки | Ігри | + | − | = | %    | Рейтинг суперників | Турнірний перфоменс | Місце в особистому заліку |
| ----------- | ------------------- | ------- | ---- | ---- | - | - | - | ---- | ------------------ | ------------------- | ------------------------- |
| 1           | Василь Іванчук      | 2705    | 9½   | 13   | 6 | 0 | 7 | 73,1 | 2644               | 2819                | (4)                       |
| 2           | Руслан Пономарьов   | 2710    | 4    | 8    | 2 | 2 | 4 | 50,0 | 2626               | 2626                |                           |
| 3           | Андрій Волокітін    | 2652    | 8½   | 12   | 6 | 1 | 5 | 70,8 | 2613               | 2771                | 4                         |
| 4           | Олександр Моїсеєнко | 2653    | 5    | 8    | 3 | 1 | 4 | 62,5 | 2570               | 2665                |                           |
| 1-й резерв  | Павло Ельянов       | 2629    | 6    | 8    | 4 | 0 | 4 | 75,0 | 2573               | 2766                | 7                         |
| 2-й резерв  | Сергій Карякін      | 2576    | 6½   | 7    | 6 | 0 | 1 | 92,9 | 2507               | 2929                | Gold                      |

#### 15-й чемпіонат Європи (Гетеборг, 2005)
- 5-те місце[20]

Черговий, 15-й чемпіонат Європи збірна України, за відсутності Руслана Пономарьова, знову завершила на 5-му місці набравши 12 турнірних очок (+6-3=0) та відставши від переможців турніру збірної Нідерландів на 3 очки. По ходу турніру українці перемогли Іспанію, Шотландію, Швецію-3, Німеччину, Естонію та Хорватію, та поступилися Нідерландам, Азербайджану, Грузії.
| Шахів- ниця | Учасник             | Рейтинг | Очки | Ігри | + | − | = | %    | Рейтинг суперників | Турнірний перфоменс | Місце в особистому заліку |
| ----------- | ------------------- | ------- | ---- | ---- | - | - | - | ---- | ------------------ | ------------------- | ------------------------- |
| 1           | Василь Іванчук      | 2752    | 5½   | 9    | 2 | 0 | 7 | 61,1 | 2593               | 2673                | 9                         |
| 2           | Павло Ельянов       | 2639    | 4    | 7    | 2 | 1 | 4 | 57,1 | 2563               | 2613                | 11                        |
| 3           | Олександр Моїсеєнко | 2664    | 6    | 8    | 5 | 1 | 2 | 75,0 | 2494               | 2687                | Bronze                    |
| 4           | Сергій Карякін      | 2645    | 4½   | 7    | 3 | 1 | 3 | 64,3 | 2513               | 2615                | 11                        |
| резерв      | Юрій Кузубов        | 2535    | 3½   | 5    | 3 | 1 | 1 | 70,0 | 2480               | 2629                | 4                         |

#### 6-й чемпіонат світу (Беер-Шева, 2005)
- 4-те місце[21]

На 6-му чемпіонаті світу, що відбувся в ізраїльському місті Беер-Шева у листопаді 2005 року, збірна України в найсильнішому складі посіла 4 місце, програвши всім призерам турніру з однаковим рахунком 1½-2½ (Росія, Китай, Вірменія), також одного разу українці зіграли внічию з Кубою, та перемогли США 2½-1½, жіночу збірну Китаю 3½-½, Ізраїль 2½-1½ та Грузію 2½-1½.
| Шахів- ниця | Учасник             | Рейтинг | Очки | Ігри | + | − | = | %    | Рейтинг суперників | Турнірний перфоменс | Місце в особистому заліку |
| ----------- | ------------------- | ------- | ---- | ---- | - | - | - | ---- | ------------------ | ------------------- | ------------------------- |
| 1           | Василь Іванчук      | 2748    | 4    | 7    | 2 | 1 | 4 | 57,1 | 2662               | 2712                | 4                         |
| 2           | Руслан Пономарьов   | 2704    | 3½   | 5    | 2 | 0 | 3 | 70,0 | 2579               | 2728                | Gold                      |
| 3           | Андрій Волокітін    | 2666    | 3½   | 7    | 1 | 1 | 5 | 50,0 | 2636               | 2636                | 4                         |
| 4           | Павло Ельянов       | 2663    | ½    | 3    | 0 | 2 | 1 | 16,7 | 2624               | 2351                |                           |
| 1-й резерв  | Олександр Моїсеєнко | 2663    | 1½   | 3    | 1 | 1 | 1 | 50,0 | 2541               | 2541                |                           |
| 2-й резерв  | Сергій Карякін      | 2658    | 4½   | 7    | 2 | 0 | 5 | 64,3 | 2550               | 2652                | Gold                      |

#### 37-ма Олімпіада (Турин, 2006)
- 8-ме місце[22]

На шаховій олімпіаді 2006 року українцям (без Пономарьова) не вдалося захистити титул найсильнішої збірної світу. Результат збірної України — 32 очки (на 4 очки менше ніж у переможця збірної Вірменії) та 8 місце. З 13 проведених матчів українці перемогли в 8-ми (збірна незрячих 3½-½, Італія-2 3½-½, Югославія 3-1, Іран 2½-1½, Індія 2½-1½, Швеція 3-1, Азербайджан 3-1, Польща 3-1), в 3-х поступилися (Вірменія 1½-2½, Росія 1-3, Нідерланди 1½-2½) та двічі зіграли внічию з Узбекистаном та Болгарією.
| Шахів- ниця | Учасник             | Рейтинг | Очки | Ігри | + | − | = | %    | Рейтинг суперників | Турнірний перфоменс | Місце в особистому заліку |
| ----------- | ------------------- | ------- | ---- | ---- | - | - | - | ---- | ------------------ | ------------------- | ------------------------- |
| 1           | Василь Іванчук      | 2731    | 8    | 13   | 4 | 1 | 8 | 61,5 | 2629               | 2716                | 27                        |
| 2           | Андрій Волокітін    | 2660    | 3½   | 7    | 2 | 2 | 3 | 50,0 | 2557               | 2557                |                           |
| 3           | Сергій Карякін      | 2661    | 8½   | 11   | 6 | 0 | 5 | 77,3 | 2587               | 2798                | 4                         |
| 4           | Павло Ельянов       | 2665    | 5½   | 9    | 3 | 1 | 5 | 61,1 | 2536               | 2616                | 28                        |
| 1-й резерв  | Олександр Моїсеєнко | 2662    | 4    | 6    | 4 | 2 | 0 | 66,7 | 2503               | 2628                |                           |
| 2-й резерв  | Захар Єфименко      | 2576    | 2½   | 6    | 1 | 2 | 3 | 41,7 | 2509               | 2452                |                           |

#### 16-й чемпіонат Європи (Іракліон, 2007)
- 5-те місце[23]

У 2007 році збірна України втретє поспіль посіла 5 місце на черговому 16-му чемпіонаті Європи, що проходив в грецькому місті Іракліон. Знову за збірну, як і на торішній олімпіаді, не виступав Руслан Пономарьов. Результат збірної на турнірі 12 очок (+4-1=4). Вперше за історію виступів за збірну менше половини можливих очок набрав Василь Іванчук. Дебютант збірної Олександр Арещенко показав другий результат серед резервістів.
| Шахів- ниця | Учасник             | Рейтинг | Очки | Ігри | + | − | = | %    | Рейтинг суперників | Турнірний перфоменс | Місце в особистому заліку |
| ----------- | ------------------- | ------- | ---- | ---- | - | - | - | ---- | ------------------ | ------------------- | ------------------------- |
| 1           | Василь Іванчук      | 2787    | 3    | 7    | 2 | 3 | 2 | 42,9 | 2673               | 2623                | 27                        |
| 2           | Сергій Карякін      | 2694    | 5½   | 8    | 4 | 1 | 3 | 68,8 | 2656               | 2758                | Bronze                    |
| 3           | Андрій Волокітін    | 2678    | 5½   | 9    | 3 | 1 | 5 | 61,1 | 2615               | 2668                | 12                        |
| 4           | Олександр Моїсеєнко | 2646    | 1½   | 4    | 1 | 2 | 1 | 37,5 | 2578               | 2305                |                           |
| резерв      | Олександр Арещенко  | 2638    | 5½   | 8    | 3 | 0 | 5 | 68,8 | 2569               | 2671                | Silver                    |

#### 38-ма Олімпіада (Дрезден, 2008)
- 4-те місце[25]

У 2008 році збірна України впритул наблизилася до призерів, посівши 4 місце на 38-й шаховій олімпіаді, що проходила в Дрездені. Українці набрали таку ж кількість турнірних очок, як і збірна США (бронзовий медаліст) по 17, але поступилася за додатковими показниками. В 11 проведених матчах Україна здобула 7 перемог (В'єтнам, Сербія, Грузія, Угорщина, Нова Зеландія, Росія, Ізраїль), тричі зіграла внічию (Вірменія, Німеччина, Китай) та поступилася основному конкуренту за призове місце збірній США з рахунком 3½-½.
| Шахів- ниця | Учасник          | Рейтинг | Очки | Ігри | + | − | = | %    | Рейтинг суперників | Турнірний перфоменс | Місце в особистому заліку |
| ----------- | ---------------- | ------- | ---- | ---- | - | - | - | ---- | ------------------ | ------------------- | ------------------------- |
| 1           | Василь Іванчук   | 2786    | 6    | 11   | 3 | 2 | 6 | 54,5 | 2686               | 2722                | 15                        |
| 2           | Сергій Карякін   | 2730    | 5    | 9    | 2 | 1 | 6 | 55,6 | 2671               | 2714                | 6                         |
| 3           | Павло Ельянов    | 2720    | 4    | 8    | 2 | 2 | 4 | 50,0 | 2590               | 2590                | 22                        |
| 4           | Захар Єфименко   | 2680    | 6    | 9    | 5 | 2 | 2 | 66,7 | 2601               | 2726                | 5                         |
| резерв      | Андрій Волокітін | 2659    | 4½   | 7    | 2 | 0 | 5 | 64,3 | 2572               | 2674                |                           |

#### 17-й чемпіонат Європи (Новий Сад, 2009)
- 3-тє місце[26]

У 2009 році після трьох поспіль 5-х місць на європейських форумах, збірна України стала бронзовим призером 17-го чемпіонату Європи, що проходив в сербському місті Новий-Сад, виступаючи без трьох своїх лідерів останніх років: Іванчука, Пономарьова та Карякіна (з 2009 року почав виступати за збірну Росії). Павло Ельянов став третім шахістом в історії збірної України, після Іванчука та Пономарьова, хто виступав на 1-й шахівниці. Та незважаючи на такий відповідальний дебют, Ельянов показав найкращий результат серед шахістів на 1-й шахівниці. Також відзначився третім місцем на другій шахівниці львів'янин Андрій Волокітін.
| Шахів- ниця | Учасник           | Рейтинг | Очки | Ігри | + | − | = | %    | Рейтинг суперників | Турнірний перфоменс | Місце в особистому заліку |
| ----------- | ----------------- | ------- | ---- | ---- | - | - | - | ---- | ------------------ | ------------------- | ------------------------- |
| 1           | Павло Ельянов     | 2717    | 6    | 8    | 5 | 1 | 2 | 75,0 | 2630               | 2823                | Gold                      |
| 2           | Андрій Волокітін  | 2681    | 5    | 8    | 3 | 1 | 4 | 62,5 | 2601               | 2696                | Bronze                    |
| 3           | Захар Єфименко    | 2654    | 4½   | 8    | 1 | 0 | 7 | 56,3 | 2573               | 2616                | 19                        |
| 4           | Юрій Дроздовський | 2627    | 4    | 6    | 2 | 0 | 4 | 66,7 | 2511               | 2636                | 4                         |
| резерв      | Юрій Криворучко   | 2612    | 3½   | 6    | 2 | 1 | 3 | 58,3 | 2491               | 2548                | 9                         |

### 2010-тіроки

#### 39-та Олімпіада (Ханти-Мансійськ, 2010)
- 1-ше місце[28]

Нове десятиліття збірна України розпочала одразу з золотої медалі, яку завоювала на 39-й шаховій олімпіаді, що проходила в Ханти-Мансійську (Росія). Цей успіх важливий, ще й тим, що українці випередили і без того сильну збірну господарів турніру, ще й підсиленою колишнім українським шахістом Сергієм Карякіним, який відіграв олімпіаду з найкращим результатом на 4 шахівниці. Серед українців цього разу найкращий результат на першій шахівниці (перфоменс 2890 очка) показав лідер нашої збірної Василь Іванчук, а Єфименко та Ельянов відзначилися другими місцями на 3-й та 4-й шахівницях відповідно. За підсумками турніру збірна України здобула вісім перемог (Ірак 4-0, Шотландія 4-0, Словенія 2½-1½, Боснія і Герцеговина 3-1, Угорщина 3-1, Грузія 2½-1½, Азербайджан 2½-1½, Франція 3½-½), звела внічию три поєдинки (Хорватія, Росія, Ізраїль) та жодного разу не програла.
| Шахів- ниця | Учасник             | Рейтинг | Очки | Ігри | + | − | = | %    | Рейтинг суперників | Турнірний перфоменс | Місце в особистому заліку |
| ----------- | ------------------- | ------- | ---- | ---- | - | - | - | ---- | ------------------ | ------------------- | ------------------------- |
| 1           | Василь Іванчук      | 2754    | 8    | 10   | 7 | 1 | 2 | 80,0 | 2650               | 2890                | Gold                      |
| 2           | Руслан Пономарьов   | 2749    | 5    | 9    | 1 | 0 | 8 | 55,6 | 2667               | 2710                | 12                        |
| 3           | Павло Ельянов       | 2761    | 7    | 10   | 5 | 1 | 4 | 70,0 | 2588               | 2737                | Silver                    |
| 4           | Захар Єфименко      | 2683    | 8½   | 11   | 6 | 0 | 5 | 77,3 | 2572               | 2783                | Silver                    |
| резерв      | Олександр Моїсеєнко | 2658    | 2½   | 4    | 2 | 1 | 1 | 62,5 | 2466               | 2561                |                           |

У 2010 році збірна України вперше не було серед учасників чемпіонату світу, який проходив у січні в Туреччині.

#### 8-й чемпіонат світу (Нінбо, 2011)
- 3-тє місце[30]

Успішним для України став також наступний турнір, а саме 8-й чемпіонат світу, що проходив у липні 2011 року в Китайському місті Нінбо. Здобувши 5 перемог (Єгипет, Індія, Азербайджан, Ізраїль, США), дві поступившись (Китай, Угорщина) та двічі зігравши внічию (Росія, Вірменія), збірна України набравши 12 очок завоювала бронзові нагороди, пропустивши вперед збірні Вірменії та Китаю. Найкращий результат на 4-й шахівниці показав Олександр Моїсеєнко.
| Шахів- ниця | Учасник             | Рейтинг | Очки | Ігри | + | − | = | %    | Рейтинг суперників | Турнірний перфоменс | Місце в особистому заліку |
| ----------- | ------------------- | ------- | ---- | ---- | - | - | - | ---- | ------------------ | ------------------- | ------------------------- |
| 1           | Василь Іванчук      | 2768    | 5    | 9    | 2 | 1 | 6 | 55,6 | 2724               | 2767                | 6                         |
| 2           | Павло Ельянов       | 2697    | 3    | 7    | 0 | 1 | 6 | 42,9 | 2713               | 2663                | 7                         |
| 3           | Захар Єфименко      | 2706    | 4    | 8    | 0 | 0 | 8 | 50,0 | 2680               | 2680                | 5                         |
| 4           | Олександр Моїсеєнко | 2715    | 6    | 8    | 4 | 0 | 4 | 75,0 | 2625               | 2818                | Gold                      |
| резерв      | Олександр Арещенко  | 2682    | 1½   | 4    | 1 | 2 | 1 | 37,5 | 2581               | 2494                | 6                         |

#### 18-й чемпіонат Європи (Порто-Каррас, 2011)
- 15-те місце[32]

Після вдалих останніх двох турнірів, збірна України у своєму оптимальному складі посіла лише 15 місце на 18-му чемпіонаті Європи, що проходив у грецькому місті Порто-Каррас у листопаді 2011 року. Результат збірної — 10 очок в 9-ти зіграних матчах (4 перемоги, 2 нічиї та 3 поразки). Особливо прикрі поразки українці зазнали від переможця турніру збірної Німеччини з рахунком ½-3½ та посередньої збірної Швейцарії (23 місце) з рахунком 1-3.
| Шахів- ниця | Учасник             | Рейтинг | Очки | Ігри | + | − | = | %    | Рейтинг суперників | Турнірний перфоменс | Місце в особистому заліку |
| ----------- | ------------------- | ------- | ---- | ---- | - | - | - | ---- | ------------------ | ------------------- | ------------------------- |
| 1           | Василь Іванчук      | 2775    | 3    | 7    | 0 | 1 | 6 | 42,9 | 2673               | 2623                | 20                        |
| 2           | Руслан Пономарьов   | 2723    | 4    | 7    | 2 | 1 | 4 | 57,1 | 2643               | 2693                | 10                        |
| 3           | Павло Ельянов       | 2691    | 4    | 7    | 3 | 2 | 2 | 57,1 | 2592               | 2642                | 12                        |
| 4           | Олександр Моїсеєнко | 2715    | 3½   | 7    | 2 | 2 | 3 | 50,0 | 2613               | 2613                | 11                        |
| резерв      | Захар Єфименко      | 2702    | 4½   | 8    | 3 | 2 | 3 | 56,3 | 2585               | 2628                | 7                         |

#### 40-ва Олімпіада (Стамбул, 2012)
- 3-тє місце[33]

У 2012 році українці стали бронзовими призерами 40-ї шахової олімпіади, що проходила у Стамбулі. Успіх збірній України забезпечив рівний виступ всіх українських шахістів, кожен з яких набрав не менше 60 % можливих очок. Збірна України протягом турніру перемогла у 9 матчах (Ірак, Катар, Ізраїль, Польща, Чорногорія, Іспанія, Франція, Азербайджан, Китай) та програла збірним Вірменії та Росії, які й випередили українців у загальному заліку.
| Шахів- ниця | Учасник             | Рейтинг | Очки | Ігри | + | − | = | %    | Рейтинг суперників | Турнірний перфоменс | Місце в особистому заліку |
| ----------- | ------------------- | ------- | ---- | ---- | - | - | - | ---- | ------------------ | ------------------- | ------------------------- |
| 1           | Василь Іванчук      | 2769    | 6    | 10   | 4 | 2 | 4 | 60,0 | 2703               | 2775                | 9                         |
| 2           | Руслан Пономарьов   | 2734    | 7    | 10   | 4 | 0 | 6 | 70,0 | 2621               | 2770                | 4                         |
| 3           | Андрій Волокітін    | 2709    | 6    | 9    | 4 | 1 | 4 | 66,7 | 2625               | 2750                | 6                         |
| 4           | Павло Ельянов       | 2693    | 5½   | 8    | 4 | 1 | 3 | 68,8 | 2555               | 2696                | 6                         |
| резерв      | Олександр Моїсеєнко | 2706    | 5    | 7    | 4 | 1 | 2 | 71,4 | 2505               | 2663                |                           |

#### 19-й чемпіонат Європи (Варшава, 2013)
- 9 місце

19-й чемпіонат Європи пройшов в Варшаві у листопаді 2013 року, в якому збірна України виступила резервним складом, включаючи дебютанта збірної Сергія Федорчука. Перемігши у чотирьох зустрічах (Польща (юнаки) 3-1, Хорватія 2½-1½, Вірменія 3-1, Словенія 3½-½), двічі програвши (Франція 1-3, Грузія 1½-2½) та три поєдинки зігравши внічию (Румунія, Англія та Білорусь), збірна України набрала 11 очок та посіла 9 місце, поступившись переможцеві чемпіонату збірній Азербайджану 3-ма очками.
| Шахів- ниця | Учасник             | Рейтинг | Очки | Ігри | + | − | = | %    | Рейтинг суперників | Турнірний перфоменс | Місце в особистому заліку |
| ----------- | ------------------- | ------- | ---- | ---- | - | - | - | ---- | ------------------ | ------------------- | ------------------------- |
| 1           | Олександр Арещенко  | 2720    | 3½   | 8    | 2 | 3 | 3 | 43,7 | 2686               | 2643                | 21                        |
| 2           | Андрій Волокітін    | 2682    | 5    | 8    | 3 | 1 | 4 | 62,5 | 2642               | 2737                | 7                         |
| 3           | Захар Єфименко      | 2657    | 3    | 6    | 1 | 1 | 4 | 50,0 | 2608               | 2608                | 8                         |
| 4           | Олександр Моїсеєнко | 2709    | 5½   | 8    | 4 | 1 | 3 | 68,7 | 2604               | 2745                | Silver                    |
| резерв      | Сергій Федорчук     | 2666    | 3½   | 6    | 2 | 1 | 3 | 58,3 | 2549               | 2606                | 6                         |

#### 9-й чемпіонат світу (Анталія, 2013)
- 3 місце

9-й командний чемпіонат світу пройшов у листопаді-грудні 2013 року в Анталії (Туреччина). Збірна України, незважаючи на відсутність 2 основних шахістів (Пономарьова та Ельянова), зуміла захопити лідерство зі старту турніру перемігши в перших 5-ти зустрічах, та поразки від Голландії (1½-2½) та Росії (1½-2½) у 6-му та 8-му турах дозволили нашим шахістам фінішувати лише з третім результатом, поступившись переможцеві турніру збірній Росії 1 очком, а збірній Китаю за додатковими показниками при рівній кількості очок. Окрім вищезгаданих поразок, в інших 7 поєдинках збірна України перемогла, зокрема наступні збірні: США (2½-1½), Китаю (2½-1½), Азербайджану (2½-1½), Німеччини (3-1), Туреччини (2½-1½), Єгипту (2½-1½) та Вірменії (2½-1½).
| Шахів- ниця | Учасник             | Рейтинг | Очки | Ігри | + | − | = | %    | Рейтинг суперників | Турнірний перфоменс | Місце в особистому заліку |
| ----------- | ------------------- | ------- | ---- | ---- | - | - | - | ---- | ------------------ | ------------------- | ------------------------- |
| 1           | Василь Іванчук      | 2731    | 5    | 8    | 2 | 0 | 6 | 62,5 | 2710               | 2805                | Bronze                    |
| 2           | Антон Коробов       | 2713    | 5½   | 8    | 4 | 1 | 3 | 68,7 | 2660               | 2801                | Gold                      |
| 3           | Олександр Моїсеєнко | 2709    | 4    | 7    | 1 | 0 | 6 | 57,1 | 2623               | 2673                | 6                         |
| 4           | Юрій Криворучко     | 2701    | 4    | 7    | 3 | 2 | 2 | 57,1 | 2625               | 2675                | Bronze                    |
| резерв      | Олександр Арещенко  | 2720    | 2½   | 6    | 0 | 1 | 5 | 41,7 | 2628               | 2571                | 6                         |

#### 41-ша Олімпіада (Тромсе, 2014)
- 6-те місце[36][37]

У 2014 році на 41-й шаховій олімпіаді, що проходила в Тромсе, збірна України посіла 6 місце. На виступ українців вплинула невдала гра лідера збірної Василя Іванчука, який набрав лише 44,4 % можливих очок. Збірна України протягом турніру перемогла в 6 матчах (Туніс, Філіппіни, Бангладеш, Швейцарія, Казахстан, Болгарія), поступилася Узбекистану та чотири зустрічі зіграла внічию (Норвегія-2, Китай, Азербайджан, Угорщина).
| Шахів- ниця | Учасник             | Рейтинг | Очки | Ігри | + | − | = | %    | Рейтинг суперників | Турнірний перфоменс | Місце в особистому заліку |
| ----------- | ------------------- | ------- | ---- | ---- | - | - | - | ---- | ------------------ | ------------------- | ------------------------- |
| 1           | Василь Іванчук      | 2744    | 4    | 9    | 2 | 3 | 4 | 44,4 | 2628               | 2585                | 42                        |
| 2           | Руслан Пономарьов   | 2717    | 6½   | 10   | 4 | 1 | 5 | 65,0 | 2588               | 2700                | 12                        |
| 3           | Павло Ельянов       | 2723    | 7    | 9    | 5 | 0 | 4 | 77,8 | 2525               | 2745                | Bronze                    |
| 4           | Антон Коробов       | 2680    | 4½   | 7    | 3 | 1 | 3 | 64,2 | 2477               | 2579                |                           |
| резерв      | Олександр Моїсеєнко | 2707    | 7    | 9    | 5 | 0 | 4 | 77,8 | 2487               | 2714                | Silver                    |

#### 10-й чемпіонат світу (Цагкадзор, 2015)
- 2 місце[38]

10-й командний чемпіонат світу проходив у курортному вірменському містечку Цагкадзорі. Збірна України розпочала турнір з перемоги над Росією (2½-1½) та поразкою від Вірменії (1½-2½), у наступних п'яти турах були здобуті 4 перемоги над збірними Єгипту (4-0), Ізраїлю (2½-1½), Індії (2½-1½), Куби (2½-1½) та нічия з Китаєм (2-2). 
Маючи у своєму активі 11 очок за підсумками семи турів зб. України ділила 1-2 місця зі збірною Китаю, випереджаючи найближчих переслідувачів на 4 очка. Та поразка від США у 8 турі з рахунком (1½-2½) не залишила Україні шансів на золоті нагороди. Після нічиї в останньому турі з Угорщиною, Україна в підсумку набравши 12 очок посіла 2 місце, відставши від переможців чемпіонату збірної Китаю на 3 очка.
| Шахів- ниця | Учасник             | Рейтинг | Очки | Ігри | + | − | = | %    | Рейтинг суперників | Турнірний перфоменс | Місце в особистому заліку |
| ----------- | ------------------- | ------- | ---- | ---- | - | - | - | ---- | ------------------ | ------------------- | ------------------------- |
| 1           | Руслан Пономарьов   | 2714    | 3½   | 8    | 0 | 1 | 7 | 43,8 | 2737               | 2694                | 9                         |
| 2           | Василь Іванчук      | 2731    | 5½   | 9    | 3 | 1 | 5 | 61,1 | 2663               | 2741                | Silver                    |
| 3           | Павло Ельянов       | 2733    | 3½   | 7    | 2 | 2 | 3 | 50,0 | 2648               | 2645                | 6                         |
| 4           | Юрій Криворучко     | 2686    | 4½   | 6    | 3 | 0 | 3 | 75,0 | 2629               | 2824                | Silver                    |
| резерв      | Олександр Моїсеєнко | 2697    | 4    | 6    | 2 | 0 | 4 | 66,7 | 2644               | 2774                | Bronze                    |

#### 20-й чемпіонат Європи (Рейк'явік, 2015)
- 5 місце

20-й чемпіонат Європи пройшов в Рейк'явіку у листопаді 2015 року. Збірна України набравши 12 очок посіла 5 місце, поступившись переможцеві чемпіонату збірній Росії 3 очками, призерам 1 очком. Українці шість разів перемогли (Румунія 3-1, Чорногорія 3-1, Азербайджан 2½-1½, Угорщина 2½-1½, Польща 2½-1½, Молдова 2½-1½) та тричі поступились (Росія 1-3, Франція 1½-2½, Грузія 1½-2½).
| Шахів- ниця | Учасник            | Рейтинг | Очки | Ігри | + | − | = | %    | Рейтинг суперників | Турнірний перфоменс | Місце в особистому заліку |
| ----------- | ------------------ | ------- | ---- | ---- | - | - | - | ---- | ------------------ | ------------------- | ------------------------- |
| 1           | Василь Іванчук     | 2720    | 3½   | 8    | 1 | 2 | 5 | 43,7 | 2670               | 2627                | 23                        |
| 2           | Павло Ельянов      | 2753    | 5    | 7    | 4 | 1 | 2 | 71,4 | 2663               | 2821                | Silver                    |
| 3           | Юрій Криворучко    | 2717    | 3½   | 7    | 1 | 1 | 5 | 50,0 | 2649               | 2649                | 14                        |
| 4           | Антон Коробов      | 2709    | 4½   | 7    | 2 | 0 | 5 | 64,3 | 2591               | 2693                | 8                         |
| резерв      | Олександр Арещенко | 2682    | 3½   | 7    | 2 | 2 | 3 | 50,0 | 2569               | 2569                | 17                        |

#### 42-га Олімпіада (Баку, 2016)
- 2-ге місце[40]

У 2016 році українці стали срібними призерами 42-ї шахової олімпіади, що проходила у Баку. Збірна України набравши однакову кількість командних очок зі збірною США (по 20), поступилася останній за додатковим показником (коефіцієнт Зоннеборга — Бергера) лише кількома балами. Збірна України протягом турніру перемогла у 10 матчах (Йорданія, Албанія, Німеччина, Росія, Китай, Канада, Грузія, Індія, Чехія, Словенія) та лише в одному матчі поступилася переможцям олімпіади збірній США. Слід відзначити виступ Андрія Волокітіна, який, набравши 8½ очок з 9 можливих, показав абсолютно найкращий турнірний перфоманс серед усіх шахістів турніру — 2992 очка.
| Шахів- ниця | Учасник           | Рейтинг | Очки | Ігри | + | − | = | %    | Рейтинг суперників | Турнірний перфоменс | Місце в особистому заліку |
| ----------- | ----------------- | ------- | ---- | ---- | - | - | - | ---- | ------------------ | ------------------- | ------------------------- |
| 1           | Павло Ельянов     | 2739    | 5    | 9    | 3 | 2 | 4 | 55,5 | 2708               | 2751                | 12                        |
| 2           | Руслан Пономарьов | 2709    | 4½   | 8    | 2 | 1 | 5 | 56,2 | 2636               | 2692                | 13                        |
| 3           | Юрій Криворучко   | 2693    | 6    | 9    | 3 | 0 | 6 | 66,7 | 2587               | 2717                | 9                         |
| 4           | Антон Коробов     | 2675    | 7    | 9    | 6 | 1 | 2 | 77,8 | 2549               | 2771                | 9                         |
| резерв      | Андрій Волокітін  | 2647    | 8½   | 9    | 8 | 0 | 1 | 94,4 | 2548               | 2992                | Gold                      |

#### 11-й чемпіонат світу (Ханти-Мансійськ, 2017)
- 6 місце[41]

11-й командний чемпіонат світу проходив у Ханти-Мансійську. Незважаючи на те, що учасники турніру в переважній більшості грали в неоптимальних складах, збірна України набравши  — 8 очок у 9-ти зіграних матчах (3 перемоги, 2 нічиї та 4 поразки) посіла лише 6 місце. Українці здобули перемоги над Норвегією (3-1), США (2½-1½) та Єгиптом (2½-1½), зіграли внічию з Туреччиною та Білоруссю, поступилася Росії, Китаю та Індії з рахунком (1½-2½), а також Польщі (1-3). Слід відзначити, що за збірну Україну не грали два найрейтинговіші шахісти Василь Іванчук та Павло Ельянов.
| Шахів- ниця | Учасник             | Рейтинг | Очки | Ігри | + | − | = | %    | Рейтинг суперників | Турнірний перфоменс | Місце в особистому заліку |
| ----------- | ------------------- | ------- | ---- | ---- | - | - | - | ---- | ------------------ | ------------------- | ------------------------- |
| 1           | Руслан Пономарьов   | 2712    | 2½   | 7    | 0 | 2 | 5 | 35,7 | 2702               | 2600                | 9                         |
| 2           | Антон Коробов       | 2711    | 2½   | 7    | 0 | 2 | 5 | 35,7 | 2635               | 2533                | 9                         |
| 3           | Олександр Арещенко  | 2648    | 3    | 7    | 0 | 1 | 6 | 42,9 | 2629               | 2579                | 6                         |
| 4           | Олександр Моїсеєнко | 2677    | 5½   | 8    | 3 | 0 | 5 | 68,8 | 2594               | 2735                | Bronze                    |
| резерв      | Мартин Кравців      | 2653    | 4    | 7    | 2 | 1 | 4 | 57,1 | 2567               | 2617                | Bronze                    |

#### 21-й чемпіонат Європи (Крит, 2017)
- 3 місце

21-й чемпіонат Європи пройшов на Криті в листопаді 2017 року. Збірна України набравши 13 очок посіла 3 місце, поступившись переможцеві чемпіонату збірній Азербайджану та срібному призерові збірній Росії лише 1 очком. Українці здобули 6 перемог (Австрія 3½-½, Португалія 3½-½, Італія 3½-½, Франція 2½-1½, Румунія 2½-1½, Угорщина 2½-1½), зіграли внічию з Азербайджаном та двічі поступились (Нідерланди 1½-2½, Туреччина 1½-2½).
| Шахів- ниця | Учасник           | Рейтинг | Очки | Ігри | + | − | = | %    | Рейтинг суперників | Турнірний перфоменс | Місце в особистому заліку |
| ----------- | ----------------- | ------- | ---- | ---- | - | - | - | ---- | ------------------ | ------------------- | ------------------------- |
| 1           | Павло Ельянов     | 2720    | 3½   | 6    | 2 | 1 | 3 | 58,3 | 2681               | 2738                | 7                         |
| 2           | Юрій Криворучко   | 2692    | 5    | 8    | 2 | 0 | 6 | 62,5 | 2626               | 2721                | 7                         |
| 3           | Руслан Пономарьов | 2687    | 5½   | 8    | 3 | 0 | 5 | 68,8 | 2600               | 2741                | 5                         |
| 4           | Юрій Кузубов      | 2690    | 4½   | 7    | 3 | 1 | 3 | 64,3 | 2539               | 2641                |                           |
| резерв      | Мартин Кравців    | 2677    | 4½   | 7    | 2 | 0 | 5 | 64,3 | 2543               | 2645                |                           |

#### 43-тя Олімпіада (Батумі, 2018)
- 10-те місце[43]

У 2018 році на 43-й шаховій олімпіаді, що проходила у Батумі, збірна України посіла 10-те місце.
Збірна України була серед лідерів здобувши перемоги у п'яти перших турах (Замбія, Узбекистан, Румунія, Аргентина, Іспанія), у шостому турі українці поступилися зб. Польщі. До закінчення турніру Україна ще двічі перемогла (Чорногорія, Азербайджан), двічі зіграла у нічию (Китай, Чехія) та поступилася зб. Франції. Найкраще з українців виступив Антон Коробов, який показав перший результат на резервній шахівниці.
| Шахів- ниця | Учасник           | Рейтинг | Очки | Ігри | + | − | = | %    | Рейтинг суперників | Турнірний перфоменс | Місце в особистому заліку |
| ----------- | ----------------- | ------- | ---- | ---- | - | - | - | ---- | ------------------ | ------------------- | ------------------------- |
| 1           | Василь Іванчук    | 2710    | 5½   | 9    | 3 | 1 | 5 | 61,1 | 2653               | 2738                | 14                        |
| 2           | Павло Ельянов     | 2703    | 3½   | 9    | 0 | 2 | 7 | 38,8 | 2684               | 2604                | 20                        |
| 3           | Юрій Криворучко   | 2695    | 6½   | 9    | 5 | 1 | 3 | 72,2 | 2558               | 2727                | 6                         |
| 4           | Руслан Пономарьов | 2681    | 4    | 9    | 1 | 2 | 6 | 44,4 | 2540               | 2516                |                           |
| резерв      | Антон Коробов     | 2685    | 6½   | 8    | 5 | 0 | 3 | 81,1 | 2533               | 2773                | Gold                      |

#### 22-й чемпіонат Європи (Батумі, 2019)
- 2-ге місце

22-й чемпіонат Європи пройшов у Батумі у жовтні-листопаді 2019 року. Збірну України до початку турніру не бачили серед фаворитів турніру, зважаючи на середній рейтинг наших шахістів — 2646 (8 позиція). Але набравши маючи у активі 13 очок перед останнім туром Україна посідала 1-ше місце, випереджаючи зб. Росію за додатковим показником. Для перемоги у турнірі українцям необхідно було у останньому турі здолати зб. Хорватії (15 місце за середнім рейтингом), але була зафіксована нічия, а Україна задовільнилася срібними нагородами. Всього протягом турніру українці здобули 6 перемог (Швейцарія 2½-1½, Словенія 3-1, Азербайджан 2½-1½, Англія 2½-1½, Чехія 3½-½, Німеччина 3-1), зіграли внічию з Вірменами та Хорватами, та поступились зб. Росії—1½-2½)
| Шахів- ниця | Учасник             | Рейтинг | Очки | Ігри | + | − | = | %    | Рейтинг суперників | Турнірний перфоменс | Місце в особистому заліку |
| ----------- | ------------------- | ------- | ---- | ---- | - | - | - | ---- | ------------------ | ------------------- | ------------------------- |
| 1           | Василь Іванчук      | 2686    | 5½   | 9    | 3 | 1 | 5 | 61,1 | 2691               | 2771                | Bronze                    |
| 2           | Юрій Кузубов        | 2636    | 4    | 6    | 2 | 0 | 4 | 66,7 | 2642               | 2767                | Silver                    |
| 3           | Андрій Волокітін    | 2627    | 4½   | 7    | 3 | 1 | 3 | 64,2 | 2646               | 2748                | Bronze                    |
| 4           | Олександр Моїсеєнко | 2635    | 2½   | 6    | 1 | 2 | 3 | 41,7 | 2593               | 2536                |                           |
| резерв      | Володимир Онищук    | 2616    | 6    | 8    | 5 | 1 | 2 | 75,0 | 2567               | 2760                | Silver                    |

### 2020-тіроки

#### 23-й чемпіонат Європи (Чатеж-об-Саві, 2021)
- 1-ше місце

23-й чемпіонат Європи пройшов у Чатеж-об-Саві (Словенія) у листопаді 2021 року. Збірна України була лише сьомою за середнім рейтингом (2656) шахістів серед усіх учасників турніру. Протягом турніру шахісти збірної не програли жодної партії. У 7-му турі українці здолали фаворита турніру збірну Росії (2½-1½), у 8-му зіграли внічию з Азербайджаном (2-га за рейтингом збірна турніру). А завдяки впевненій перемозі в останньому турі над Вірменією з рахунком 3-1, українці набрали 14 очок та за додатковими показниками випередили збірну Франції, яка посіла друге місце. Також на турнірі збірна України перемогла  Швейцарію (3-1), Норвегію (2½-1½), Грузію (2½-1½) та зіграли внічию зі збірними Румунії, Іспанії та Нідерландів.
| Шахів- ниця | Учасник          | Рейтинг | Очки | Ігри | + | − | = | %    | Рейтинг суперників | Турнірний перфоменс | Місце в особистому заліку |
| ----------- | ---------------- | ------- | ---- | ---- | - | - | - | ---- | ------------------ | ------------------- | ------------------------- |
| 1           | Антон Коробов    | 2684    | 4½   | 7    | 2 | 0 | 5 | 64,2 | 2669               | 2771                | 6                         |
| 2           | Андрій Волокитін | 2656    | 6    | 8    | 4 | 0 | 4 | 75,0 | 2631               | 2824                | Gold                      |
| 3           | Юрій Кузубов     | 2637    | 3    | 6    | 0 | 0 | 6 | 50,0 | 2622               | 2622                | 14                        |
| 4           | Кирило Шевченко  | 2647    | 4½   | 8    | 1 | 0 | 7 | 56,3 | 2596               | 2639                | 11                        |
| резерв      | Володимир Онищук | 2622    | 3½   | 7    | 0 | 0 | 7 | 50,0 | 2566               | 2566                | 8                         |

#### 44-та Олімпіада (Ченнай, 2022)
- 29-те місце[47]

44-та шахова олімпіада, проходила у Ченнай (Індія). Збірна України посіла 29-те місце.
| Шахів- ниця | Учасник          | Рейтинг | Очки | Ігри | + | − | = | %    | Рейтинг суперників | Турнірний перфоменс | Місце в особистому заліку |
| ----------- | ---------------- | ------- | ---- | ---- | - | - | - | ---- | ------------------ | ------------------- | ------------------------- |
| 1           | Антон Коробов    | 2692    | 3½   | 8    | 2 | 3 | 3 | 43,8 | 2541               | 2498                |                           |
| 2           | Андрій Волокитін | 2674    | 3½   | 8    | 1 | 2 | 5 | 43,8 | 2526               | 2483                |                           |
| 3           | Юрій Кузубов     | 2642    | 6    | 9    | 5 | 2 | 2 | 66,7 | 2491               | 2616                | 13                        |
| 4           | Кирило Шевченко  | 2654    | 7    | 10   | 5 | 1 | 4 | 70,0 | 2480               | 2629                | 8                         |
| резерв      | Володимир Онищук | 2612    | 7    | 9    | 6 | 1 | 2 | 77,8 | 2422               | 2642                | Bronze                    |

#### 45-та Олімпіада (Будапешт, 2024)
- 16-те місце[48]

45-та шахова олімпіада, проходила в Будапешті (Угорщина). Збірна України посіла 16-те місце.
| Шахів- ниця | Учасник           | Рейтинг | Очки | Ігри | + | − | = | %    | Рейтинг суперників | Турнірний перфоменс | Місце в особистому заліку |
| ----------- | ----------------- | ------- | ---- | ---- | - | - | - | ---- | ------------------ | ------------------- | ------------------------- |
| 1           | Андрій Волокитін  | 2660    | 3½   | 8    | 1 | 2 | 5 | 43,8 | 2578               | 2535                |                           |
| 2           | Василь Іванчук    | 2635    | 5½   | 10   | 4 | 3 | 3 | 55,0 | 2611               | 2611                |                           |
| 3           | Руслан Пономарьов | 2654    | 5½   | 9    | 3 | 1 | 5 | 61,1 | 2578               | 2658                | 10                        |
| 4           | Антон Коробов     | 2650    | 6½   | 9    | 5 | 1 | 3 | 72,2 | 2545               | 2711                | 5                         |
| резерв      | Володимир Онищук  | 2610    | 5    | 8    | 4 | 2 | 2 | 62,5 | 2486               | 2581                | 5                         |

## Статистика
| Турнір                     | Кількість | Роки                 | Найкращий результат |
| -------------------------- | --------- | -------------------- | ------------------- |
| Шахова олімпіада           | 16        | 1992—2024            | 2 (2004, 2010)      |
| Командний чемпіонат світу  | 8         | 1993—2005, 2011—2017 | (2001)              |
| Командний чемпіонат Європи | 13        | 1992, 1999—2021      | (2021)              |

## Склад збірної

### Шахісти

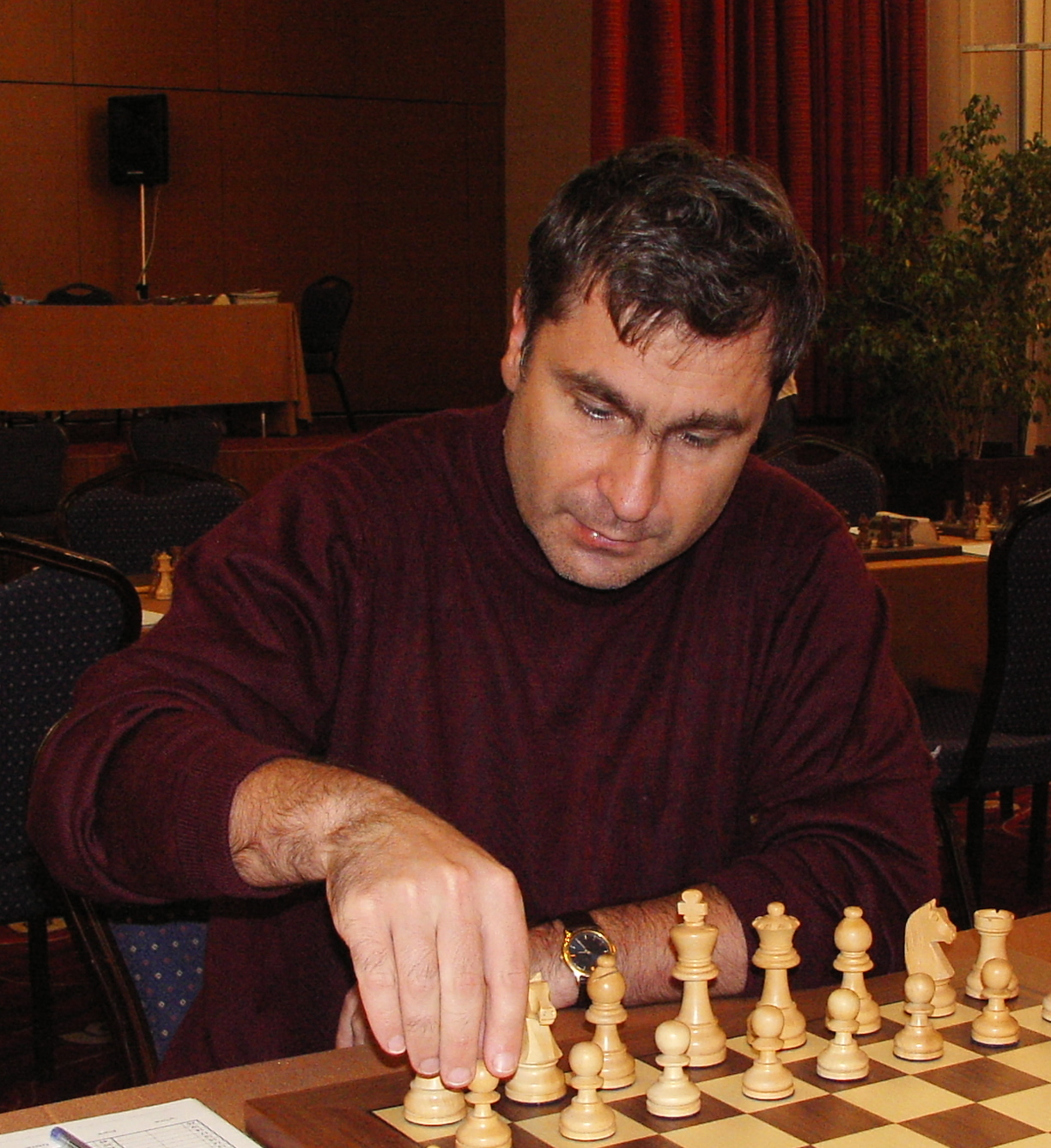
Василь Іванчук — багаторічний лідер збірної України

Починаючи з 1992 року за збірну Україну зіграли 30 шахістів, зокрема: Олександр Арещенко, Володимир Баклан, Олександр Бєлявський, Андрій Волокитін, Юрій Дроздовський, В'ячеслав Ейнгорн, Павло Ельянов, Захар Єфименко, Василь Іванчук, Сергій Карякін, Антон Коробов, Мартин Кравців, Юрій Криворучко, Юрій Круппа, Юрій Кузубов, Володимир Маланюк, Вадим Малахатько, Адріан Михальчишин, Олександр Моїсеєнко, Валерій Невєров, Ігор Новіков, Володимир Онищук, Олександр Оніщук, Руслан Пономарьов, Олег Романишин, Станіслав Савченко, Володимир Тукмаков, Сергій Федорчук, Артур Фролов, Кирило Шевченко.

### Тренери
- 1992—2003 — без тренера
- 2004—2011 — Володимир Тукмаков
- 2011—2024 — Олександр Сулипа
- 2024—н.ч. — Олександр Бєлявський

### Гвардійці
на 23 вересня 2024 року
| №  | Шахіст               | Роки виступів        | Участь та результати виступів за збірну | Участь та результати виступів за збірну | Участь та результати виступів за збірну | Участь та результати виступів за збірну | Участь та результати виступів за збірну | Участь та результати виступів за збірну | Участь та результати виступів за збірну | Участь та результати виступів за збірну | Участь та результати виступів за збірну | Участь та результати виступів за збірну | Участь та результати виступів за збірну |
| №  | Шахіст               | Роки виступів        | Шахів- ниця                             | ШО                                      | КЧС                                     | КЧЄ                                     | Всього турнірів                         | Зіграні партії                          | Набрані очки                            | +                                       | =                                       | -                                       | % очок                                  |
| -- | -------------------- | -------------------- | --------------------------------------- | --------------------------------------- | --------------------------------------- | --------------------------------------- | --------------------------------------- | --------------------------------------- | --------------------------------------- | --------------------------------------- | --------------------------------------- | --------------------------------------- | --------------------------------------- |
| 1  | Василь Іванчук       | 1992—2015, 2018—н.ч. | 1                                       | 14                                      | 7                                       | 8                                       | 29                                      | 283                                     | 174½                                    | 93                                      | 163                                     | 27                                      | 61.7                                    |
| 2  | Руслан Пономарьов    | 1998—2005, 2010—н.ч. | 1                                       | 10                                      | 4                                       | 4                                       | 18                                      | 152                                     | 93½                                     | 49                                      | 89                                      | 14                                      | 61.5                                    |
| 3  | Павло Ельянов        | 2003—2018            | 1                                       | 8                                       | 3                                       | 6                                       | 17                                      | 131                                     | 78½                                     | 47                                      | 63                                      | 21                                      | 59.9                                    |
| 4  | Олександр Моїсеєнко  | 2002—2007, 2010—2019 | 3                                       | 6                                       | 5                                       | 6                                       | 17                                      | 116                                     | 75½                                     | 50                                      | 51                                      | 15                                      | 65.1                                    |
| 5  | Андрій Волокітін     | 2001—2013, 2016—н.ч. | 1                                       | 7                                       | 1                                       | 6                                       | 14                                      | 111                                     | 69½                                     | 43                                      | 53                                      | 15                                      | 62.6                                    |
| 6  | Олег Романишин       | 1992—2001            | 3                                       | 5                                       | 3                                       | 3                                       | 11                                      | 85                                      | 50½                                     | 25                                      | 51                                      | 9                                       | 59.4                                    |
| 7  | Антон Коробов        | 2013—н.ч.            | 1                                       | 5                                       | 2                                       | 2                                       | 9                                       | 70                                      | 45                                      | 29                                      | 32                                      | 9                                       | 64.3                                    |
| 8  | Захар Єфименко       | 2003—2013            | 3                                       | 3                                       | 1                                       | 4                                       | 8                                       | 60                                      | 35                                      | 18                                      | 34                                      | 8                                       | 58.3                                    |
| 9  | Юрій Криворучко      | 2009, 2013—2018      | 2                                       | 2                                       | 2                                       | 3                                       | 7                                       | 52                                      | 33                                      | 19                                      | 28                                      | 5                                       | 63.5                                    |
| 10 | Сергій Карякін       | 2004—2008            | 2                                       | 3                                       | 1                                       | 2                                       | 6                                       | 49                                      | 34½                                     | 23                                      | 23                                      | 3                                       | 70.4                                    |
| 11 | Володимир Маланюк    | 1993—1999            | 2                                       | 3                                       | 2                                       | 1                                       | 6                                       | 46                                      | 25½                                     | 11                                      | 29                                      | 6                                       | 55.4                                    |
| 12 | В'ячеслав Ейнгорн    | 1992—2002            | 4                                       | 3                                       | 2                                       | 1                                       | 6                                       | 44                                      | 26                                      | 13                                      | 26                                      | 5                                       | 59.1                                    |
| 13 | Олександр Арещенко   | 2007—2015, 2017      | 1                                       | 0                                       | 3                                       | 3                                       | 6                                       | 40                                      | 19½                                     | 8                                       | 23                                      | 9                                       | 48.8                                    |
| 14 | Олександр Оніщук     | 1994—1999            | 2                                       | 3                                       | 1                                       | 1                                       | 5                                       | 47                                      | 27                                      | 15                                      | 24                                      | 8                                       | 57.4                                    |
| 15 | Володимир Баклан     | 2000—2003            | 2                                       | 2                                       | 1                                       | 2                                       | 5                                       | 38                                      | 22½                                     | 12                                      | 21                                      | 5                                       | 59.2                                    |
| 16 | Юрій Кузубов         | 2005, 2017—2022      | 2                                       | 1                                       | 0                                       | 4                                       | 5                                       | 33                                      | 21                                      | 13                                      | 16                                      | 4                                       | 63.6                                    |
| 17 | Володимир Онищук     | 2019—н.ч.            | резервна                                | 2                                       | 0                                       | 2                                       | 4                                       | 32                                      | 21½                                     | 15                                      | 13                                      | 4                                       | 67.2                                    |
| 18 | Ігор Новіков         | 1992—1997            | 4                                       | 2                                       | 1                                       | 1                                       | 4                                       | 25                                      | 13½                                     | 7                                       | 13                                      | 5                                       | 54                                      |
| 19 | Станіслав Савченко   | 1996—1998            | резервна                                | 2                                       | 0                                       | 1                                       | 3                                       | 20                                      | 10                                      | 5                                       | 10                                      | 5                                       | 50                                      |
| 20 | Вадим Малахатько     | 2000—2001            | 4                                       | 1                                       | 1                                       | 1                                       | 3                                       | 18                                      | 9½                                      | 4                                       | 11                                      | 3                                       | 52.8                                    |
| 21 | Олександр Бєлявський | 1992                 | 2                                       | 1                                       | 0                                       | 1                                       | 2                                       | 19                                      | 10                                      | 3                                       | 14                                      | 2                                       | 52.6                                    |
| 22 | Кирило Шевченко      | 2021—2022            | 4                                       | 1                                       | 0                                       | 1                                       | 2                                       | 18                                      | 11½                                     | 6                                       | 11                                      | 1                                       | 63.9                                    |
| 23 | Мартин Кравців       | 2017                 | резервна                                | 0                                       | 1                                       | 1                                       | 2                                       | 14                                      | 8½                                      | 4                                       | 9                                       | 1                                       | 60.7                                    |
| 24 | Артур Фролов         | 1993-1994            | 2 резервна                              | 1                                       | 1                                       | 0                                       | 2                                       | 10                                      | 5½                                      | 2                                       | 7                                       | 1                                       | 55                                      |
| 25 | Юрій Дроздовський    | 2009                 | 4                                       | 0                                       | 0                                       | 1                                       | 1                                       | 6                                       | 4                                       | 2                                       | 4                                       | 0                                       | 66.7                                    |
| 26 | Сергій Федорчук      | 2013                 | резервна                                | 0                                       | 0                                       | 1                                       | 1                                       | 6                                       | 3½                                      | 2                                       | 3                                       | 1                                       | 58.3                                    |
| 27 | Володимир Тукмаков   | 1993                 | 4                                       | 0                                       | 1                                       | 0                                       | 1                                       | 5                                       | 2½                                      | 1                                       | 3                                       | 1                                       | 50                                      |
| 28 | Адріан Михальчишин   | 1992                 | 2 резервна                              | 1                                       | 0                                       | 0                                       | 1                                       | 4                                       | 1½                                      | 0                                       | 3                                       | 1                                       | 37.5                                    |
| 29 | Валерій Невєров      | 2002                 | резервна                                | 1                                       | 0                                       | 0                                       | 1                                       | 4                                       | 1                                       | 0                                       | 2                                       | 2                                       | 25                                      |
| 30 | Юрій Круппа          | 1994                 | резервна                                | 1                                       | 0                                       | 0                                       | 1                                       | 2                                       | 1                                       | 0                                       | 2                                       | 0                                       | 50                                      |

- Жирним шрифтом відмічені діючі гравці збірної України

### Переходи
| № | Шахіст               | Куди     | Рік  |
| - | -------------------- | -------- | ---- |
| 1 | Олександр Бєлявський | Словенія | 1996 |
| 2 | Адріан Михальчишин   | Словенія | 1999 |
| 3 | Ігор Новіков         | США      | 2004 |
| 4 | Олександр Оніщук     | США      | 2004 |
| 5 | Сергій Карякін       | Росія    | 2010 |
| 6 | Кирило Шевченко      | Румунія  | 2023 |

## Досягнення

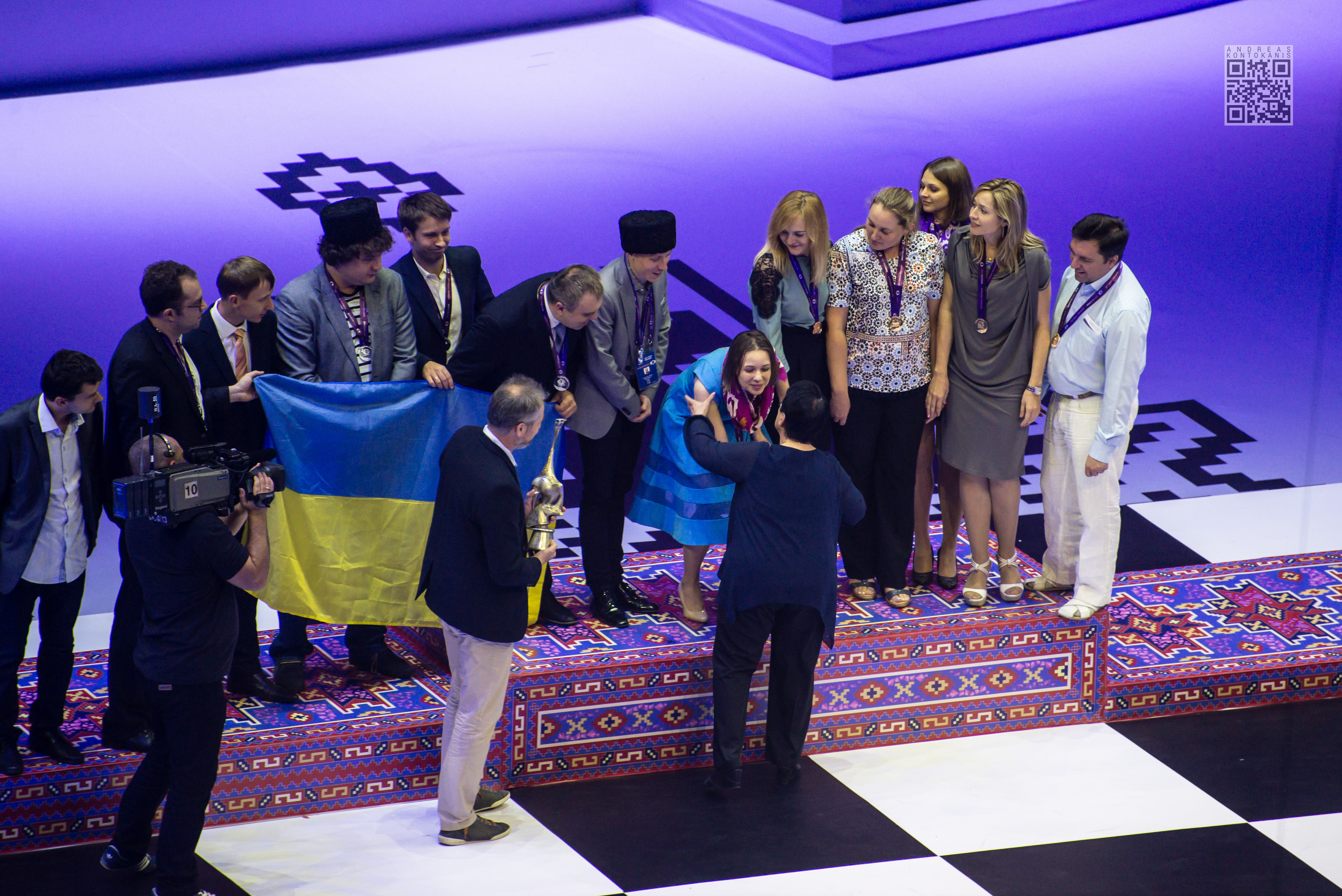
М.Музичук отримує Кубок Нони Гапріндашвілі від Нони Гапріндашвілі (2016 рік)

### Збірної України
Шахова олімпіада
- Переможець — 2 (2004, 2010)
- Срібний призер — 2 (1996, 2016)
- Бронзовий призер — 3 (1998, 2000, 2012)

Всього: 7 нагород
- Кубок Нони Гапріндашвілі —  2 (2008, 2016)

Командний чемпіонат світу із шахів
- Переможець —  1 (2001)
- Срібний призер —  2 (1993, 2015)
- Бронзовий призер —  2 (2011, 2013)

Всього: 5 нагород
Командний чемпіонат Європи із шахів
- Переможець —  1 (2021)
- Срібний призер —  2 (1992, 2019)
- Бронзовий призер —  2 (2009, 2017)

Всього: 5 нагород

### Індивідуальний залік
Шахова олімпіада
- Найкращий перфоменс:  Андрій Волокітін — 2016[53];  Василь Іванчук — 1996
- 1-ша шахівниця:  Василь Іванчук — 2010;  Василь Іванчук — 1996;  Василь Іванчук — 2004.
- 2-га шахівниця:  Руслан Пономарьов — 2000
- 3-тя шахівниця:  Павло Ельянов — 2010;  Павло Ельянов — 2014
- 4-та шахівниця:  Захар Єфименко — 2010
- резервна шахівниця:  Андрій Волокітін — 2016;  Олександр Моїсеєнко — 2014;  Володимир Онищук — 2022
- 2-га резервна шахівниця:  Сергій Карякін — 2004;  Руслан Пономарьов — 1998

Всього: 5  + 5  + 4  = 14
Командний чемпіонат світу із шахів
- 1-ша шахівниця: 2  Василь Іванчук — 1993, 1997;  Василь Іванчук — 2001;  Василь Іванчук — 2013
- 2-га шахівниця: 5  Володимир Маланюк — 1993; Олександр Оніщук — 1997; Руслан Пономарьов — 2001, 2005; Антон Коробов — 2013;  Василь Іванчук — 2015
- 4-та шахівниця:  Олександр Моїсеєнко — 2011; 2  В'ячеслав Ейнгорн — 2001; Юрій Криворучко — 2015; 3  Юрій Криворучко — 2013; Олександр Моїсеєнко — 2015, 2017
- 1-ша резервна шахівниця:  Олег Романишин — 2001
- 2-га резервна шахівниця:  Сергій Карякін — 2005
- резервна шахівниця:  Мартин Кравців — 2017

Всього: 9  + 5  + 5  = 19
Командний чемпіонат Європи із шахів
- 1-ша шахівниця:  Павел Ельянов — 2009;  Руслан Пономарьов — 2003;  Василь Іванчук — 2019;
- 2-га шахівниця:  Андрій Волокітін — 2021;2  Павло Ельянов — 2015, Юрій Кузубов — 2019; 2  Сергій Карякін — 2007, Андрій Волокітін — 2009;
- 3-тя шахівниця: 2  Олександр Моїсеєнко — 2005, Андрій Волокітін — 2019;
- 4-та шахівниця: 2  Олександр Моїсеєнко — 2013, Володимир Онищук — 2019;
- резервна шахівниця:  Олександр Арещенко — 2007

Всього: 2  + 6  + 5  = 13

## Всі призери
Станом на 23 вересня 2024 року
| №                | Шахіст               | Командні нагороди | Командні нагороди | Командні нагороди | Командні нагороди | Особисті нагороди | Особисті нагороди | Особисті нагороди | Особисті нагороди | Разом | Разом  | Разом  | Разом  |
| №                | Шахіст               | Gold              | Silver            | Bronze            | Разом             | Gold              | Silver            | Bronze            | Разом             | Gold  | Silver | Bronze | Всього |
| ---------------- | -------------------- | ----------------- | ----------------- | ----------------- | ----------------- | ----------------- | ----------------- | ----------------- | ----------------- | ----- | ------ | ------ | ------ |
| 1                | Василь Іванчук       | 3                 | 5                 | 5                 | 13                | 3                 | 3                 | 4                 | 10                | 6     | 8      | 9      | 23     |
| 2                | Руслан Пономарьов    | 3                 | 2                 | 4                 | 9                 | 3                 | 2                 | 0                 | 5                 | 6     | 4      | 4      | 14     |
| 3                | Олександр Моїсеєнко  | 2                 | 2                 | 3                 | 7                 | 1                 | 2                 | 3                 | 6                 | 3     | 4      | 6      | 13     |
| 4                | Павло Ельянов        | 2                 | 2                 | 4                 | 8                 | 1                 | 2                 | 1                 | 4                 | 3     | 4      | 5      | 12     |
| 5                | Андрій Волокітін     | 2                 | 2                 | 2                 | 6                 | 2                 |                   | 2                 | 4                 | 4     | 2      | 4      | 10     |
| 6                | Олег Романишин       | 1                 | 3                 | 2                 | 6                 |                   | 1                 |                   | 1                 | 1     | 4      | 2      | 7      |
| 7                | Юрій Криворучко      |                   | 2                 | 3                 | 5                 |                   | 1                 | 1                 | 2                 |       | 3      | 4      | 7      |
| 8                | В'ячеслав Ейнгорн    | 1                 | 2                 | 1                 | 4                 |                   | 1                 | 0                 | 1                 | 1     | 3      | 1      | 5      |
| 9                | Антон Коробов        | 1                 | 1                 | 1                 | 3                 | 2                 |                   |                   | 2                 | 3     | 1      | 1      | 5      |
| 10               | Юрій Кузубов         | 1                 | 1                 | 1                 | 3                 |                   | 1                 |                   | 1                 | 1     | 2      | 1      | 4      |
| 11               | Сергій Карякін       | 1                 |                   |                   | 1                 | 2                 |                   | 1                 | 3                 | 3     |        | 1      | 4      |
| 12               | Володимир Маланюк    |                   | 2                 | 1                 | 3                 | 1                 |                   |                   | 1                 | 1     | 2      | 1      | 4      |
| 13               | Володимир Онищук     | 1                 | 1                 |                   | 2                 |                   | 1                 | 1                 | 2                 | 1     | 2      | 1      | 4      |
| 14               | Захар Єфименко       | 1                 |                   | 2                 | 3                 |                   | 1                 |                   | 1                 | 1     | 1      | 2      | 4      |
| 15               | Олександр Оніщук     |                   | 1                 | 1                 | 2                 | 1                 |                   |                   | 1                 | 1     | 1      | 1      | 3      |
| 16               | Олександр Арещенко   |                   |                   | 2                 | 2                 |                   | 1                 |                   | 1                 |       | 1      | 2      | 3      |
| 17               | Володимир Баклан     | 1                 |                   | 1                 | 2                 |                   |                   |                   |                   | 1     |        | 1      | 2      |
| 18               | Вадим Малахатько     | 1                 |                   | 1                 | 2                 |                   |                   |                   |                   | 1     |        | 1      | 2      |
| 19               | Ігор Новіков         |                   | 2                 |                   | 2                 |                   |                   |                   |                   |       | 2      |        | 2      |
| 20               | Станіслав Савченко   |                   | 1                 | 1                 | 2                 |                   |                   |                   |                   |       | 1      | 1      | 2      |
| 21               | Мартин Кравців       |                   |                   | 1                 | 1                 |                   |                   | 1                 | 1                 |       |        | 2      | 2      |
| 22               | Кирило Шевченко      | 1                 |                   |                   | 1                 |                   |                   |                   |                   | 1     |        |        | 1      |
| 23               | Олександр Бєлявський |                   | 1                 |                   | 1                 |                   |                   |                   |                   |       | 1      |        | 1      |
| 24               | Артур Фролов         |                   | 1                 |                   | 1                 |                   |                   |                   |                   |       | 1      |        | 1      |
| 25               | Володимир Тукмаков   |                   | 1                 |                   | 1                 |                   |                   |                   |                   |       | 1      |        | 1      |
| 26               | Юрій Дроздовський    |                   |                   | 1                 | 1                 |                   |                   |                   |                   |       |        | 1      | 1      |
| Всього особисті: | Всього особисті:     |                   |                   |                   |                   | 16                | 16                | 13                | 45                |       |        |        |        |